# Sight and Life

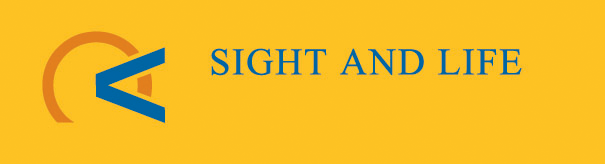
Altes Logo von Sight and Life

Sight and Life ist eine Stiftung nach Schweizer Recht zur Bekämpfung von Mikronährstoffmangel in der Welt. Der in Kaiseraugst (Aargau) ansässige Think Tank unterstützt, entwirft und entwickelt evidenzbasierte Lösungen für nährstoffbedingte Fehlernährung und setzt sich für eine nachhaltige Entwicklung ein.

## Geschichte
Die Initiative wurde 1986 als unabhängig operierend und humanitär von F.-Hoffmann-La Roche  gegründet. Seit 2003 wurde Sight and Life als humanitäre Initiative von DSM Nutritional Products AG in Basel/Schweiz weitergeführt. Sight and Life wird geleitet von Managing Director Klaus Krämer. Klaus Krämer ist zudem außerplanmäßiger Professor an der Johns Hopkins University. Sight and Life engagierte sich seit seiner Gründung in humanitären Projekten in über 80 Ländern in Afrika und Asien. Dazu gehören Hilfs- und Forschungsprojekte, technischer Support, Stipendien, Kongresse und Supplementierung mit Vitamin A und Mikronährstoffen. Dies geschah unter anderem durch die Verteilung von mehr als 75 Millionen Vitamin-A-Kapseln an Kinder zwischen sechs Monaten und fünf Jahren. Außerdem wurden Projekte unterstützt, die sich der Forschung, Ausbildung, Schulung und Verteilung von Vitamin-A-Kapseln verschrieben haben.  2014 wurde das Sight and Life Global Nutrition Research Institute an der Johns Hopkins University in Baltimore, einer der weltweit führenden Universitäten im Bereich Public Health, gegründet. Seit 2015 ist Sight and Life eine Stiftung nach Schweizer Recht.
Sight and Life beschränkt sich seit langem nicht mehr nur auf die Behebung von Vitamin-A-Mangel. Ziel der Aktivitäten der Schweizer Stiftung ist es, durch das synergetische Nutzen der Stärken und Kapazitäten industrieller Partner sowie des öffentlichen Sektors eine angemessene Versorgung mit allen lebenswichtigen Mikronährstoffen zu erreichen, um für Bevölkerungsgruppen mit Nahrungsmittel- und Ernährungsunsicherheit einen Mehrwert zu schaffen. Die Initiative möchte mikronährstoffmangelbedingte Probleme bekämpfen. Im Vordergrund steht die doppelte Last der Fehlernährung (double burden of malnutrition) und die ernährungsbedingte Form der Anämie. Sight and Life unterstützt drei UN-Ziele für nachhaltige Entwicklung: Ziel 2 „Kein Hunger“, Ziel 3 „Gesundheit und Wohlergehen“ sowie das Ziel 17 „Partnerschaften zur Erreichung der Ziele“. Die thematischen Schwerpunkte liegen „auf der Umsetzung der Ernährungswissenschaft in die Praxis und Politik, dem Aufbau und der Unterstützung von öffentlich privaten Partnerschaften im Ernährungsbereich sowie der Entwicklung nachhaltiger Geschäftsmodelle.“

## Nutrition Leadership Award
Seit 2012 vergibt die Stiftung an hervorragende Wissenschaftler aus den Bereichen Gesundheit und Ernährung den Nutrition Leadership Award. Bisherige Preisträger waren unter anderem der spätere WHO Covid-19-Pandemie-Sonderbeauftragte David Nabarro, sowie Anna Lartey, Direktorin für Ernährung bei der Ernährungs- und Landwirtschaftsorganisation der Vereinten Nationen (FAO) und Shawn Baker, Direktorin für Ernährung der Bill und Melinda Gates Foundation.

## Kooperationspartner
Sight and Life arbeitet unter anderem mit UN-Organisationen wie der WHO (Weltgesundheitsorganisation), dem WFP (Welternährungsprogramm), UNICEF (UN-Kinderhilfswerk), sowie mit Nichtregierungsorganisationen wie der Global Alliance for Improved Nutrition (GAIN), dem Micronutrient Forum, Children’s Investment Fund Foundation (CIFF) und Universitäten wie der Johns-Hopkins-Universität in Baltimore, USA, der ETH Zürich, Schweiz, der University of California Davis, der University of British Columbia in Vancouver und der McGill University in Montreal zusammen.

## Dialog Ernährung und Politik
Sight and Life veranstaltet seit 2008 den jährlichen Dialog Ernährung und Politik in Berlin. Ziel der Veranstaltungsreihe ist es, Experten aus Gesellschaft, Politik, Medien und Wirtschaft zusammenzubringen, um die Gefahren einer möglichen Fehlernährung zu diskutieren und um gemeinsam Lösungsansätze zu entwickeln. Seit 2020 wird die Veranstaltungsreihe zusammen mit Thomas Breisach, Professor für Gesundheits- und Sozialmanagement mit Schwerpunkt auf International Health Care Management, Strategie und Kommunikation an der FOM Hochschule München, fortgeführt. Thomas Breisach, ist ein Vertreter des strategischen Pragmatismus im Bereich Gesundheit und Ernährung. Seine Forschungsschwerpunkte liegen u. a. auf Double Burden of Malnutrition, Gesundheitskommunikation, den strategischen Potentialen und Herausforderungen von Inhaltsstoffen und Wirkstoffen sowie auf internationaler Gesundheits- und Ernährungspolitik. Im Rahmen des Dialogs Ernährung und Politik sollen gesundheits- und ernährungspolitische Themen rund um Mikronährstoffe und die Bedeutung einer ausreichenden Versorgung mit diesen, z. B. für die Entwicklung von Kindern und Jugendlichen, diskutiert werden. Ziel ist es, in breiten Teilen der Bevölkerung das Thema im Bewusstsein zu verankern.